# 艾拉-荷尔
艾拉-荷尔（英語：Iry-Hor，弗兰德斯·皮特里又将其读作Ro）是前32世纪埃及前王朝时期上埃及的法老。直到最近，埃及古文物学家托比·威尔金森仍在参阅他的名字的解读和意义，艾拉-荷尔的是否存在仍有争议。然而，1980年代和1990年代在阿拜多斯的继续发掘，2012年在西奈发现的题字“Iry-Hor”证实了他的存在。艾拉-荷尔是已知最早的埃及统治者的名字以及可能已知最早的历史人物的名字(之前的蝎子王只是头衔而并非姓名)。

## 名称
艾拉-荷尔的名字的写法是荷鲁斯猎鹰象形文字(加汀纳符号G5)在“口”的象形字(加汀纳符号21)之上。而现代化的读名是“艾拉-荷尔”，19世纪末发现和挖掘艾拉-荷尔的墓的弗兰德斯·皮特里将其读作“Ro”，这是当时对“口”的象形字的通常的读法。对古代的自然名称进行翻译是困难的，在没有更好的选择的情况下，路德维希D·莫伦兹建议的字面翻译保留为“荷鲁斯之嘴”。在20世纪90年代，维尔纳·凯泽和京特·德雷尔翻译Iry-Hor的名称为“荷鲁斯的伴侣”。 反驳艾拉-荷尔是一个国王的托比·威尔金森将其翻译为“国王的财产”。2012年在阿拜多斯的挖掘和在西奈发现符号“Iry-Hor”后，现在大多数埃及学家拒绝了托比·威尔金森的假设并广泛接受艾拉-荷尔为一个埃及前王朝时期的国王的说法。
埃及学家Jürgen von Beckerath和彼得·卡布欧尼最初也拒绝了识别艾拉-荷尔作为一个国王并建议应当是已知的铭文提到一个人的名字读为Wer-Ra、 wr-r3 (亮。 “大嘴”)，即读“口”符号上面的鸟为“吞”的加汀纳符号G36而不是荷鲁斯猎鹰。他们翻译的名称为“发言人”或“主要”。然而，京特·德雷尔在阿拜多斯对艾拉-荷尔墓的继续挖掘最终发现，该墓的尺寸和布局类似于卡王和那尔迈，因此必然属于一个国王。因此von Beckerath接受了这个观点并在他的最新版本的埃及法老王手册上将艾拉-荷尔列为第一项。

## 身份

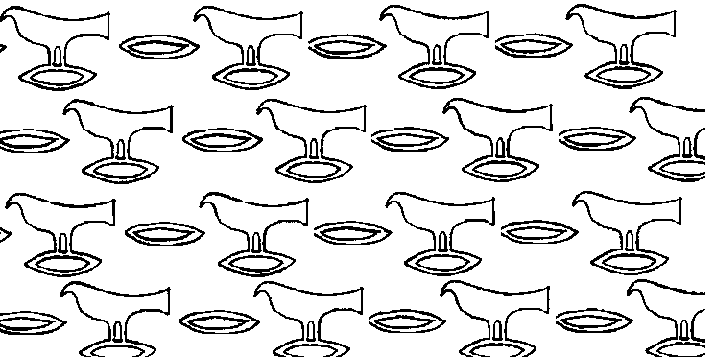
泥土上的标志r-?r.

### 争议
直到2012年，艾拉-荷尔的名字没有在任一个塞拉赫的上面或者旁边被发现，所以识别艾拉-荷尔作为一个国王是有争议的。但是埃及学家弗兰德斯·皮特里、Laurel Bestock和Jochem·卡尔仍然认为，他的确是一个真正的统治者。他们指出，“Iry-Hor”的名字的独特的拼写：猎鹰在其爪子上抓住“嘴”的加汀纳符号。 在这几个泥土印章里，这组字母事被发现的伴随第二个独立的“嘴”的加汀纳符号。如将预期的，这个符号让人想起单个加汀纳符号更靠近它而不是靠近塞拉赫的荷鲁斯猎鹰举着许多匿名的塞拉赫。最后，从卡王开始塞拉赫可能成为一个惯例，他的名称有时出现在塞拉赫上有时不出现在塞拉赫上。因此，他们得出结论，仅凭他的名字永远不会被发现在一个塞拉赫上，就认定艾拉-荷尔不是一个国王，是不够的。
埃及学家特拉维斯·贝克等支持者识别艾拉-荷尔为国王，还指出了他的坟墓的大小和位置。这是一个双墓，和卡王和那尔迈的墓一样大，与前王朝时期的“U”墓地、第一王朝的坟墓在一起有次序地排列着。此外，艾拉-荷尔的名字被刻在一个展出王室荷鲁斯猎鹰的大罐子上，类似于这一时期墓地中的其他国王。
与此相反，一些埃及学家甚至怀疑艾拉-荷尔是否存在，正是因为他的名字从没出现在一个塞拉赫上，荷鲁斯猎鹰被简单地放在符号“口”的上面。路德维希·莫伦兹和库尔特·海因里希·塞丝怀疑艾拉-荷尔的名字的读法和他是否为国王。例如莫伦兹怀疑符号“口”可能只是对荷鲁斯猎鹰的语音补充。塞丝认为组成艾拉-荷尔的名字的字符是一个起源暗示(一个罐子的内容和泥土印章的其他物品通常是附加的)。托比·威尔金森反驳认为该墓葬只是一个存储坑而艾拉-荷尔的名字只是一个财富的标记。的确，“r-Ḥr”可能只是意味着国王财产。为了支持他的假设，威尔金森还注意到艾拉-荷尔很难被证明，直到2012年，阿拜多斯之外的下埃及的Zawyet el'Aryan的“Iry-Hor”的唯一题词被发现，同时卡王和那尔迈在一样遥远的北方的迦南也有很多题词。

### 决议
德雷尔在阿拜多斯的发掘墓地显示，艾拉-荷尔事实上被证明有超过27个刻有他名字的物体和他的坟墓符合王室的比例。
此外，“Iry-Hor”的题词2012年在西奈被发现了，题词包括“Iry-Hor”的名称的右边的陈旧的空塞拉赫。题词中提到了孟菲斯城，这使得该城的建立从那尔迈上推到艾拉-荷尔时期。 随着这些发现，大多数埃及学家，其中包括G.德雷尔以及题词的发现者，皮埃尔·塔莱和Damien Laisney，现在都相信艾拉-荷尔确实是一个国王。

## 统治和证明

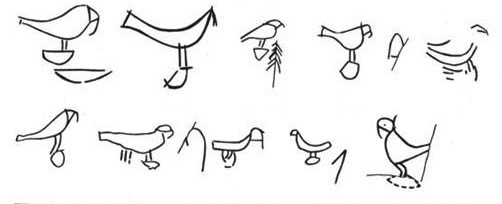
阿拜多斯所发现的“Iry-hor”的名字。

艾拉-荷尔是最有可能卡的前任，并因此可能统治于前32世纪早期。他的统治范围可能从阿拜多斯之上的希拉孔波利斯到更广泛的Thinite区域并且控制埃及至少最北控制到孟菲斯，由于西奈的岩石碑文上涉及艾拉-荷尔到这个城市的一次访问。埃及学家皮埃尔·塔莱和Damien Laisney进一步建议，艾拉-荷尔也可能控制尼罗河三角洲的部分地区。
他被埋在Umm el-Qa'ab皇家墓地，靠近卡、那尔迈和第一王朝的国王。艾拉-荷尔的名字出现于他在阿拜多斯的墓葬中的泥土印章和在那尔迈的墓中所发现的题词“r-Ḥr”(可能是指艾拉-荷尔)。总共有不少于22件刻有艾拉-荷尔的名字的陶罐已在阿拜多斯发现，同时还有至少5件墨印着其名的碎片和一件圆柱印章。
一个类似的印章也在下埃及的遥远的北方墓Z401 Zawyet el'Aryan被发现。James E.Quibell和皮特里1900年在希拉孔波利斯发掘出的锭盘上的切口也可能是指代他。最后，在西奈发现的一块岩石的碑文上的“Iry-Hor”构成了他的最北端的证明。碑文所示的名字“Iry-Hor”在一条船上，紧靠着意为“白色的城墙”的词语“Ineb-hedj”，是孟菲斯的古称。

## 墓

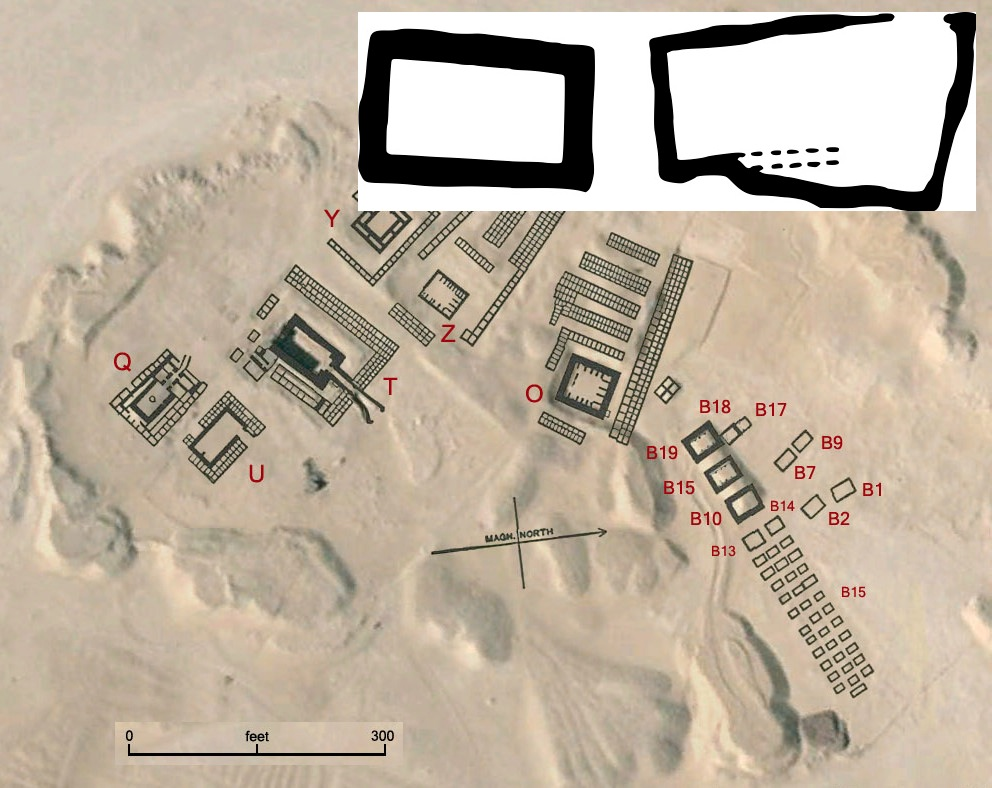
如插图所示，艾拉-荷尔在Umm el-Qa'ab的墓地包含了两个独立的墓室B1和B2。艾拉-荷尔的墓位于离卡王(B7, B8, B9)和那尔迈(B17, B18)很近的地方。

艾拉-荷尔的坟墓是阿拜多斯最古老的墓之一，位于烏姆·卡伯墓地的B。它由两个单独的地下室：B1(6m x 3.5m)和B2(4.3m × 2.45m)组成，分别由皮特里在1899年和维尔纳·凯撒在以后被挖掘出。一个远一点的墓室，现在被称为"B0"，在1990年代重新发掘艾拉-荷尔的墓时被发现。这些墓室的大小类似于卡和那尔迈的被发现的墓室。得益于仍保存有上层建筑，这两个墓室保存到了今天。B1墓室发现的陶罐碎片上刻有他的名字。B2墓发现了另一个切瓶碎片、一个印章印象和几个符号。有趣的是，这容器碎片上刻着卡和那尔迈的名字。同时也在此发现了一张床的部件。